# Etzleben
Etzleben est une commune allemande de l'arrondissement de Kyffhäuser, Land de Thuringe.

## Géographie
Etzleben se situe sur la Lossa, dans la vallée de l'Unstrut, au sein du bassin de Thuringe. 
|           | Gorsleben |                |
| Kannawurf | Etzleben  | Hemleben       |
|           | Büchel    | Schillingstedt |

Etzleben se trouve sur la Bundesstraße 85.

## Histoire
Etzleben est mentionné pour la première fois en 750.